# ウラジーミル・ダヴィドヴィチ
ウラジーミル・ダヴィドヴィチ（ウクライナ語: Володимир Давидович、? - 1151年5月12日）は、12世紀半ばのチェルニゴフ公である（在位：1139年 - 1151年）。チェルニゴフ公ダヴィドの子。

## 生涯
1139年、キエフ大公ヤロポルクの死後、キエフ大公の位を請求する従兄弟のフセヴォロドを支援し、それによってチェルニゴフを得た。1146年にフセヴォロドが死ぬと、ペレヤスラヴリ公イジャスラフを支持し、共にノヴゴロド・セヴェルスキー公国からスヴャトスラフを追放した。しかし1147年にはスヴャトスラフは同盟者のユーリー・ドルゴルーキーの支援を得て、ノヴゴロド・セヴェルスキーを奪還し、ノヴゴロド・セヴェルスキー公となった。ウラジーミルはクルスクを保持していた。
1148年、イジャスラフ（上記のイジャスラフ。この時キエフ大公）がチェルニゴフに干渉した。チェルニゴフ公スヴャトスラフとの間の講和会議は不調に終わり、戦いは避けられないものとなった。1149年、ノヴゴロド・セヴェルスキー公スヴャトスラフの支援を受けたユーリー・ドルゴルーキーがキエフを陥とした。この時ウラジーミルは中立の立場を採っていたが、ウラジーミルの弟のイジャスラフはキエフ大公イジャスラフの陣営についた。しかしユーリーはこれに不満を持ち、ウラジーミルからクルスクを奪うと、ノヴゴロド・セヴェルスキー公スヴャトスラフに与えた。
1151年、キエフ大公イジャスラフと、ウラジーミルの弟のイジャスラフが、ユーリーを攻め、ウラジーミルはユーリー陣営に付いた。しかし同年5月12日ルーチ川の会戦 (ru) においてユーリは敗北し、ウラジーミルは殺された。遺体は弟のイジャスラフによってチェルニゴフに運ばれ、救世主大聖堂に埋葬された。
年代記の記述によれば、ウラジーミルの妻はポロヴェツ族の地に逃げ、ポロヴェツ族長バシュコルドの妻となった。1159年、バシュコルドは2万人のポロヴェツ軍を率い、ウラジーミルの弟のイジャスラフの援軍としてベルゴロドに到来している。

## 妻子
妻はグロドノ公フセヴォロドの娘（1144年結婚）。子にはスヴャトスラフがいる。